# Niculae Gheran
Niculae Gheran (n. 14 octombrie 1929, București, România – d. 4 aprilie 2023) a fost un scriitor, editor, critic și istoric literar român.

## Biografie
Tatăl, Gheorghe, a fost angrosist în Oborul Bucureștilor. Mama, Profira, casnică. Ascendență nobilă pe linie maternă.
Premiant în clasele primare, îl prinde răsturnarea de la 23 august 1944 ca elev la Liceul „Dimitrie Cantemir”. Este licențiat în Litere al Universității București.    
Debutează ca autor în paginile revistei Tânărul scriitor. Își va desfășura activitatea în sistemul editorial de stat, unic.

## Opera

### Volume
- Tânărul Rebreanu, București, Editura Albatros, 1986
- Liviu Rebreanu: Amiaza unei vieți, București, Editura Albatros, 1989
- Sertar, (evocări și documente), București, Editura Institutului Cultural Român, 2004  Arhivat în 9 martie 2009, la Wayback Machine.
- Tudor Arghezi: 1880-1967. Biobibliografie, vol. 1-2, București, Editura Institutului Cultural Român, 2005 (în colaborare cu D. Vatamaniuc)
- Cu Liviu Rebreanu și nu numai, (evocări și documente), București, Editura Academiei Române, 2007  Arhivat în 4 martie 2016, la Wayback Machine.
- Liviu Rebreanu prin el însuși, București, Editura Academiei Române, 2008 (în colaborare cu Andrei Moldovan)
- Arta de a fi păgubaș, vol. I, Târgul Moșilor, Biblioteca Bucureștilor, 2008 [nefuncțională]

### Ediții
- Liviu Rebreanu, Opere, vol. 1-23, ediție critică în îngrijirea lui Niculae Gheran, apărută la editurile Minerva, Cartea Românească, Prisma ș.a (1968-2004)
- Liviu Rebreanu, Crăișorul Horia, ediție îngrijită de Niculae  Gheran, București, Editura Minerva, 1983
- Liviu Rebreanu, Golanii, ediție îngrijită de Niculae Gheran, București, Editura Albatros, 1984
- Liviu Rebreanu, Gorila, ediție îngrijită de Niculae Gheran, București, Editura Eden, 1991
- Liviu Rebreanu, Pădurea spânzuraților, ediție și postfață de  Niculae  Gheran, București, Editura Fundației Culturale Române, 1992
- Liviu Rebreanu, Adam și Eva, ediție îngrijită de  Niculae  Gheran și Ion Simuț, București, Editura  Minerva, 1998